# VHS

Logo del sistema VHS

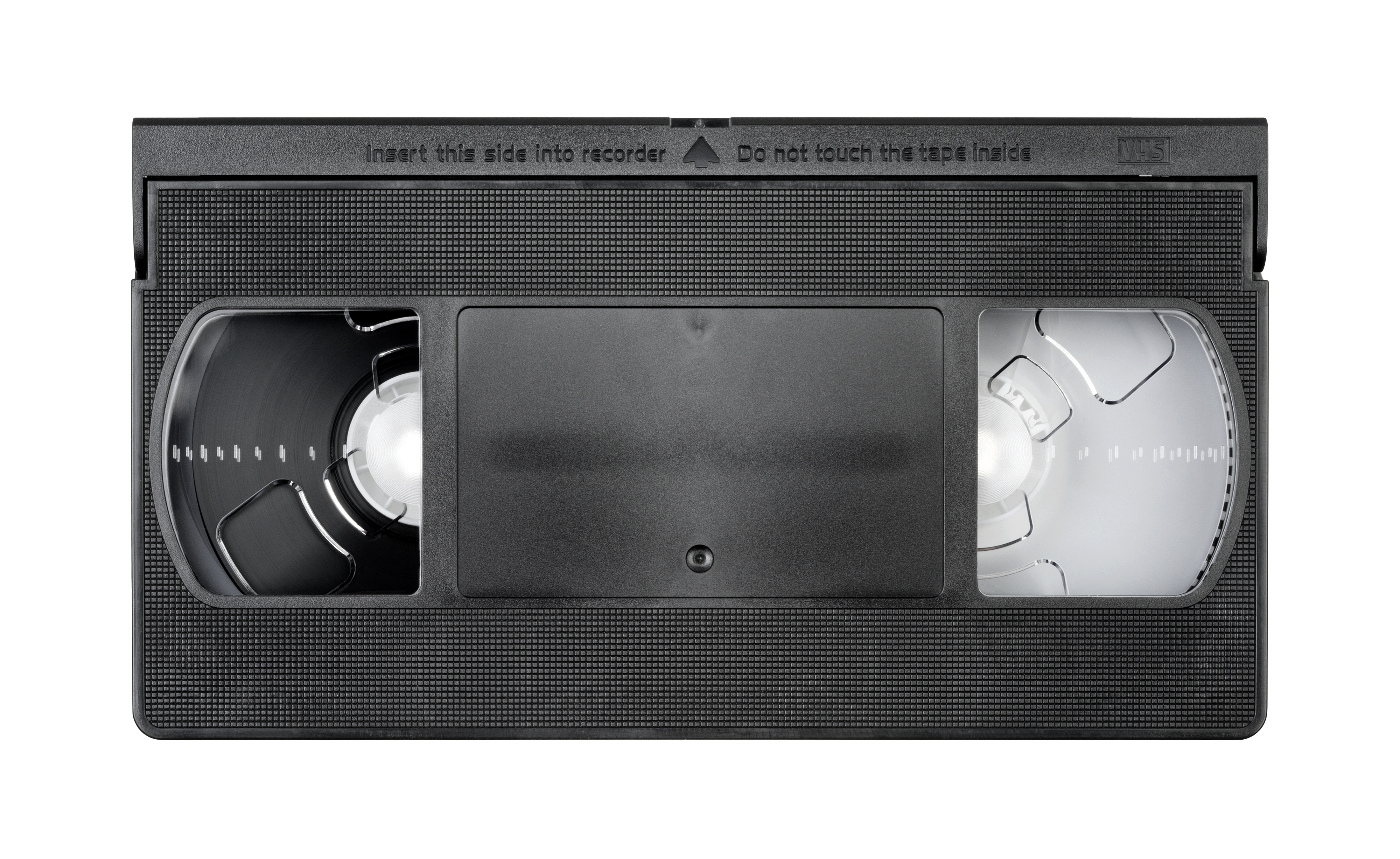
Una videocassetta VHS

Il Video Home System, comunemente noto con l'acronimo VHS, è un sistema di videoregistrazione standard in formato analogico su supporto a nastro magnetico.
In origine la sigla era l'abbreviazione di Vertical Helicoidal Scan (scansione verticale elicoidale), tecnica utilizzata per la registrazione e la lettura delle tracce video su nastro, basata su testine montate su un tamburo rotante inclinato rispetto alla direzione di scorrimento del nastro.
Sviluppato negli anni settanta e ottanta dalla compagnia giapponese JVC, fu il sistema più usato per la distribuzione cinematografica e la visione e registrazione di contenuti video in ambito domestico fino al suo declino negli anni 2000. Ad oggi il suo utilizzo è divenuto piuttosto raro.

## Storia

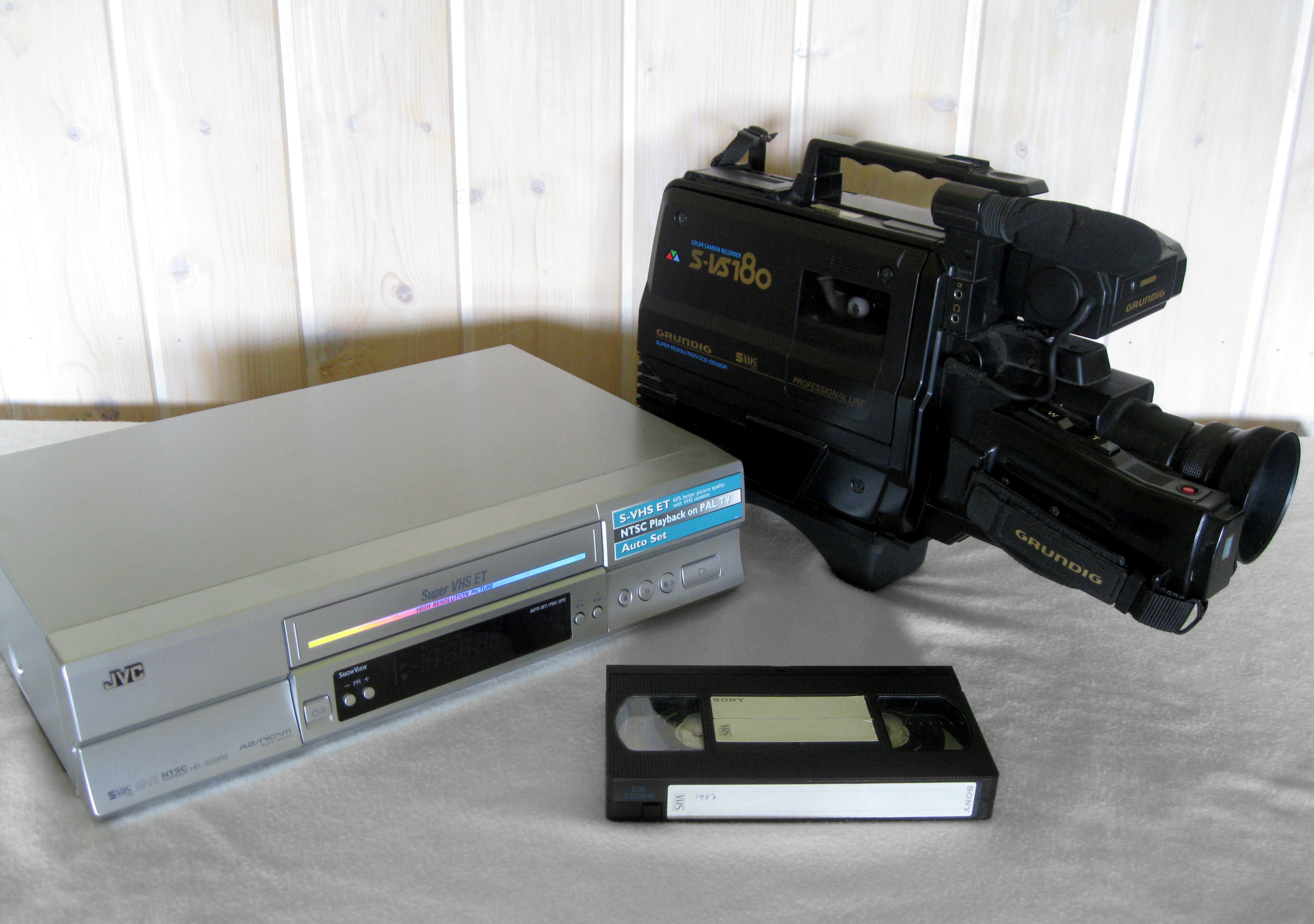
Un registratore, una cassetta e una videocamera VHS

### Il lancio sul mercato
Nel 1976 la JVC presentò il sistema VHS, che divenne uno standard per la registrazione su nastro e la riproduzione di filmati analogici mediante videoregistratore (in inglese video cassette recorder, in sigla VCR): la sua dimensione era 1/2”. Tale apparecchio, di dimensioni ridotte ma molto facile da utilizzare grazie all'impiego delle videocassette, diventò il sistema più utilizzato in ambito domestico - non esclusivamente per la sua qualità, che comunque non era la migliore in assoluto (240 linee rispetto alle 625 linee del sistema PAL a 25 fotogrammi trasmesse e riprodotte dai TV a tubo catodico a 310 linee.) ma per la sua modalità di diffusione - mettendo d'accordo decine di produttori e distributori, non solo di apparecchi, ma anche di film e audiovisivi. Il fenomeno, del tutto nuovo nel panorama mondiale dei media, avrà la portata di una significativa rivoluzione.
Secondo voci credibili, il sistema VHS (scansione verticale elicoidale) è uno standard della JVC, SONY creò il sistema Betamax, che si diffuse prima del VHS, vennero lanciati entrambi nel 1976 in contemporanea con il professionale U-matic, che utilizzava un percorso simile al betamax attorno alle testine ad U (elicoidale a tamburo) e permetteva una registrazione di 240 linee su nastro 3/4” inserito in videocassetta, risultando ideale per le registrazioni Tv esterne (ENG). 
JVC, per favorire la conquista del mercato mondiale da parte del proprio sistema, concesse gratis la licenza a titolo di fabbricazione del VHS a un ampio numero di altri costruttori asiatici. Se il primo effetto fu quello di perdere una quota di mercato a favore dei concorrenti, ben presto la diffusione dei videoregistratori e VHS portò il sistema JVC a dominare il mercato, relegando il tecnicamente migliore Betamax e il sistema VIDEO 2000 sviluppato da PHILIPS con la scomparsa delle videocassette Betamax dai negozi di film per l'home video. Sony adottò il sistema VHS. Continuò la fabbricazione Betamax solo per lo standard Professionale Betacam SP, che aveva necessità di nastri più affidabili, di alta qualità e resistenza, vista la doppia velocità richiesta per ottenere le 600 linee di registrazione, il massimo della qualità che si poteva ottenere all'epoca. Ricordiamo che i televisori a colori standard non superavano la risoluzione orizzontale a 310 linee.
Il VHS utilizza cassette da 1/2" che possono registrare fino a 180' (tre ore) se dotate di nastro standard e fino a 240' (quattro ore) se contenenti nastro sottile; per un breve periodo è stato prodotto da BASF anche un nastro da 300' (cinque ore) estremamente sottile, ma rivelatosi troppo delicato e fragile. Pertanto, volendo utilizzare il VHS per registrare su un nastro di buona qualità, occorrono videocassette con durata massima di 180'.
A partire dal 1984 JVC lanciò con Panasonic il VHS-C, dove C sta per Compact, un sistema con una cassetta grande un terzo di quella VHS. Si trattava della risposta al Video8 della Sony, che, grazie alle cassette di ridotte dimensioni, permetteva la realizzazione di telecamere tascabili chiamate "handycam". Un particolare adattatore meccanico venne reso disponibile per poter vedere e registrare un nastro VHS-C anche in un comune apparecchio VHS. Dal 1984, JVC, Panasonic ed RCA entrarono con il formato VHS nel mercato broadcast dei camcorder compatti (videocamere), con la capacità di registrare per 20 minuti in NTSC e 30 minuti in PAL.

### Lo sviluppo tecnico e i vari standard
Negli anni ottanta i videoregistratori VHS diventarono stereofonici, potendo così registrare e riprodurre un audio di migliore qualità, mantenendo la compatibilità con le precedenti cassette monofoniche. Nel 1985 JVC introdusse le specifiche VHS-HQ (High Quality), che prevedevano una serie di miglioramenti nella qualità d'immagine grazie a circuiti di riduzione del rumore dell'immagine e miglioramento del contrasto e della definizione. Molti produttori si opposero a queste specifiche per via dei costi. Alla fine JVC deliberò che, per poter utilizzare il marchio VHS-HQ era obbligatorio utilizzare il circuito "white clip extension" più uno degli altri miglioramenti a scelta. Alcuni prodotti di punta utilizzavano comunque tutte le migliorie previste dal nuovo standard e potrebbero essere definiti "FULL VHS-HQ". Sempre nel 1985 JVC introdusse grandi miglioramenti sul fronte dell'audio, impiegando un sofisticato sistema di riduzione del rumore di fondo targato Dolby. Una qualità audio molto elevata si poteva anche ottenere registrando anche l'audio con tecniche simili a quelle impiegate per il video; molti incominciarono ad utilizzare questi videoregistratori VHS Hi-Fi per registrazioni audio.
Negli stessi anni venne introdotta la modalità LP (long play) che permetteva, dimezzando la velocità di scorrimento del nastro, di raddoppiare la durata di registrazione, decrementando la qualità del video ma non dell'audio. In seguito venne introdotta la modalità EP (extended play), identica all'LP ma ancora più accentuata, che riduceva la velocità a un terzo di quella normale e triplicava la durata di registrazione, peggiorando ulteriormente la qualità.

### I nuovi modelli
Nel 1999 JVC introdusse sul mercato le D-VHS, videocassette digitali ad alta definizione (720p - 1080i).

### Il declino
Il VHS è caduto quasi totalmente in disuso nel corso degli anni 2000, soppiantato gradualmente dall'introduzione nel mercato dei DVD e di più recenti sistemi di registrazione e riproduzione digitale (hard disk e memorie flash), entrando poi ufficialmente tra le tecnologie del passato nel luglio 2016, quando l'ultima azienda rimasta al mondo a produrre e commercializzare videoregistratori VHS, la società giapponese Funai Electric, ne ha terminato la produzione. La società ha spiegato che la decisione è stata presa a causa del drastico calo delle vendite e alla difficoltà nell'ottenere componenti da fornitori stanchi di lavorare in perdita.
Funai, tuttavia, ha venduto circa 750 000 videoregistratori in tutto il mondo nel corso del 2015. A continuare ad alimentare la domanda con il passare del tempo è stata la vasta comunità di appassionati che possiedono ancora grandi collezioni di film in VHS, alcune delle quali possono avere un grande valore sul mercato.

## Aspetti tecnici

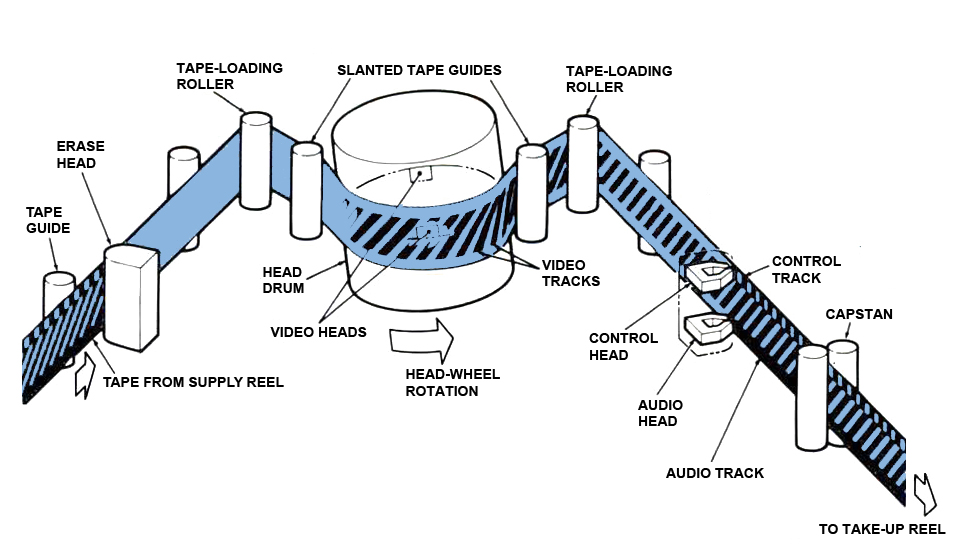
Illustrazione del sistema di lettura del nastro

### La degradazione dei nastri
Un problema che non è di fatto possibile risolvere è quello costituito dal notevole decadimento qualitativo che con il passare del tempo si genera nei contenuti conservati su nastro VHS. Nonostante la protezione fisica consentita dalla particolare forma della cassetta VHS, il nastro contenuto al suo interno è soggetto, come tutti i supporti magnetici, a diverse tipologie di degradazione, pressoché inevitabili ed irreversibili. Studi hanno dimostrato che nastri conservati inutilizzati in ambienti privi di illuminazione e perfettamente sottovuoto (condizioni di fatto non ottenibili nella realtà), pur non subendo decadimenti chimici, sono comunque soggetti a invecchiamento fisico, con perdita di lubrificante e di particelle di ossido.
La presenza di ossigeno e di fonti di illuminazione porta a ulteriori gravi alterazioni chimiche del materiale, come l'idrolisi dei leganti polimerici. Anche l'usura meccanica prodotta dalla lettura per strisciamento costituisce un trauma notevole per il supporto. La deformazione del nastro, con fenomeni quali il country laning, e le alterazioni chimico-fisiche portano a fenomeni di invecchiamento del VHS che si sommano e interagiscono tra di loro, al punto che la qualità dei colori, delle immagini e del suono peggiora notevolmente (con l'emergere di difetti visibili quali il drop out dell'immagine) nel corso degli anni anche in videocassette poco utilizzate, queste ultime soggette oltretutto a incollatura del nastro. I tentativi di restauro, a causa del loro costo e delle risorse richieste, si rivelano sensati solo in relazione a master o esemplari unici su nastro. Diversamente, volendo conservare ciò che è registrato su un nastro VHS, è raccomandabile effettuarne la conversione da analogico a digitale e il conseguente trasferimento su un supporto di memoria più moderno.

## Standard successivi
- D-VHS
- W-VHS
- S-VHS
- VHS-C